# Dolichopus annaclareii
Dolichopus annaclareii is een vliegensoort uit de familie van de slankpootvliegen (Dolichopodidae). De wetenschappelijke naam van de soort is voor het eerst geldig gepubliceerd in 1979 door Gunther.